# 星之聲
《星之聲》是一部於2002年發表的日本動畫電影，為25分鐘長的全數位製作動畫，由當時還是業餘創作者的新海誠獨力製作，是他的首部商業動畫作品。本片以行動電話的電子郵件為主題，描寫前往宇宙的少女長峰美加子與留在地球的少年寺尾昇，兩人之間的時間距離及思念。
新海誠以短片《她與她的貓》（1999年）初試啼聲後決定繼續創作，2000年夏天想好初步情節，後於2001年夏天辭去工作，運用在遊戲公司工作所學在自宅完成本片，製作一共耗時7個月。除了角色的線畫以外，所有動畫都是以數位方式製作。新海誠和當時的女友篠原美香幫本片的男女主角配音，而音樂部分則由友人天門操刀。
《星之聲》為新海誠的首部商業動畫，也是實質意義上的出道作。本片於2002年2月2日在東京的一家小電影院獨家放映，因爲在網路上引發話題，上映首日即有排隊情況。本片榮獲東京國際動畫展優秀獎等許多獎項，出乎意料的迴響開啟了新海誠的知名度。DVD在同年稍晚由CoMix Wave發行，找來專業聲優重新配音，創下相當高的銷量。本片已有改編小說、漫畫、廣播劇和舞台劇問世，劇情各自有改動之處。

## 劇情
2039年，人類火星調查隊在火星的塔爾西斯高地上發現異文明的遺跡，但被名為塔爾西斯人的異生命體突襲而全軍覆沒，為此聯合國組成了聯合國宇宙軍來抵抗威脅。2046年，中學三年級的長峰美加子和寺尾昇是同屬劍道部的好友，兩人互有好感，但還未成為情侶。兩人原本想上同一所高中，但美加子被聯合國宇宙軍選為先發機器人駕駛。
2047年，美加子被編入里希提亞艦隊，跟著艦隊旗艦里希提亞號從地球出發去追查塔爾西斯人。隨著艦隊離地球越來越遠，兩人的距離變成以光年來計算，透過手機發送電子郵件的抵達時間也越來越長。美加子離開半年後，艦隊抵達冥王星軌道不久，塔爾西斯人突然出現，戰鬥一觸即發。艦隊為了逃離為數龐大的敵人，超空間跳躍至距離地球1光年多的地方，沒多久又要透過捷徑錨點前往8.6光年外的天狼星星系，且尚未發現返航捷徑。一旦抵達天狼星星系，意味著郵件要8年多才到得了地球，美加子在啟航前傳送了一份需要1年抵達的郵件，信裡告訴昇兩人的距離將擴大到8光年以上，並寫著「我們就好像是被宇宙和地球拆散的戀人呢」。
2048年，地球上的昇收到美加子在前往天狼星星系前傳的郵件，毅然決定即使只有自己也要向前邁進。在8光年外，美加子抵達天狼星星系的第四行星阿格哈塔，這顆星球有著和地球類似的生態和自然景觀，在令人懷念的環境圍繞之下，美加子傳送了費時8年才能到達地球的郵件給昇，信中傾訴了對他的愛意。隨後美加子意外與塔爾西斯人進行接觸，在過程中面對了自己的心情。联合国宇宙军很快和塔爾西斯人軍隊開戰，結果遭到對方自殺式攻擊而損失慘重。美加子駕駛機器人將敵人一一殲滅，但機體破損只能在宇宙中下墜。
8年後的2056年，地球上的昇收到那封告白郵件時已經24歲，且即將登上艦隊工作。雖然郵件內容大半成了亂碼，昇仍接收到了美加子的心意。最後一幕，兩個身處不同時空的人同時說道：「我就在這裡」。

## 登場人物
長峰美加子（聲優：篠原美香（導演版） / 武藤壽美（聲優版） ，顧詠雪（香港配音））
女主角，中學三年級學生。被聯合國宇宙軍錄取爲塔爾西斯探測隊成員，駕駛大型機器人「追跡者」，配置在宇宙艦「里希提亞」上。暗戀同年級男生昇，兩人也是相當親近的朋友，約好要上同一所高中。然而隨著她跟著宇宙軍離開地球前往宇宙，兩人不得不分開。經常傳手機簡訊給昇，可是隨著艦隊越行越遠，簡訊送達的時間也越來越長，最後達到8年之久。
寺尾昇（聲優：新海誠（導演版） / 鈴木千尋（聲優版），張振熙（香港配音））
男主角，長峰的同學，同屬於劍道部。美加子前往宇宙後，他獨自升上高中，雖然一度放棄等待，但其實心裡一直思念著美加子。得知兩人簡訊的時間差將達到8年後，昇化思念為動力，數年後成功得到進入艦隊的機會。
里希提亞號操作員（聲優：唐娜·柏克（聲優版））
說英語的女性聲音，會通報狀況和下達指令。

### 小說版角色
北條里美
大場惑版原創角色，17歲女性，是美加子在艦隊認識的友人。
洛可莫夫司令官
大場惑版原創角色，是里希提亞的艦長。
高鳥瑤子
大場惑版原創角色，是昇的高中學妹，曾與昇交往一年，但感覺到昇的心在美加子身上而分手。
美加子的表妹
加納新太版原創角色，得了重病。

### 漫畫版角色
美和
美加子隸屬的第八小隊的隊長。
久
隸屬第八小隊，昇升上的城北高中的學生。在冥王星戰役中受傷返回地球。
真枝若菜
城北高中學生，弓道社成員，曾與昇短暫交往，後來昇收到美加子的郵件後決定上宇宙，於是和她分手。

## 設定
塔爾西斯人
外星人，人類在火星的塔爾西斯高地上首次發現他們文明的遺跡，隨即遭到他們攻擊。對人類採取敵對態度，但在阿格哈塔上主動和美加子接觸。外觀類似金屬，動作則像軟體動物。
追跡者
聯合國宇宙軍開發的戰鬥用機器人，是對抗塔爾西斯人的寶貴戰力。
里希提亞
聯合國宇宙軍的宇宙戰艦。
阿格哈塔
天狼星星系第四行星，和地球的距離超過8光年。和地球一樣有大氣，地貌接近地球，並有動植物存在。

## 製作人員
- 脚本、導演、影像、製作：新海誠
- 音樂：天門
- 主題曲：THROUGH THE YEARS AND FAR AWAY (HELLO, LITTLE STAR)

作曲：天門
作詞：K. JUNO
演唱：Low
- 發行：CoMix Wave（日语：コミックス・ウェーブ）

DVD版追加：
- 聲優監督：龜山俊樹
- 音響製作：岡部潔
- 音響效果：Pastoral Sound
- 錄音：西村洋二
- 製作人：萩原嘉博

## 製作過程

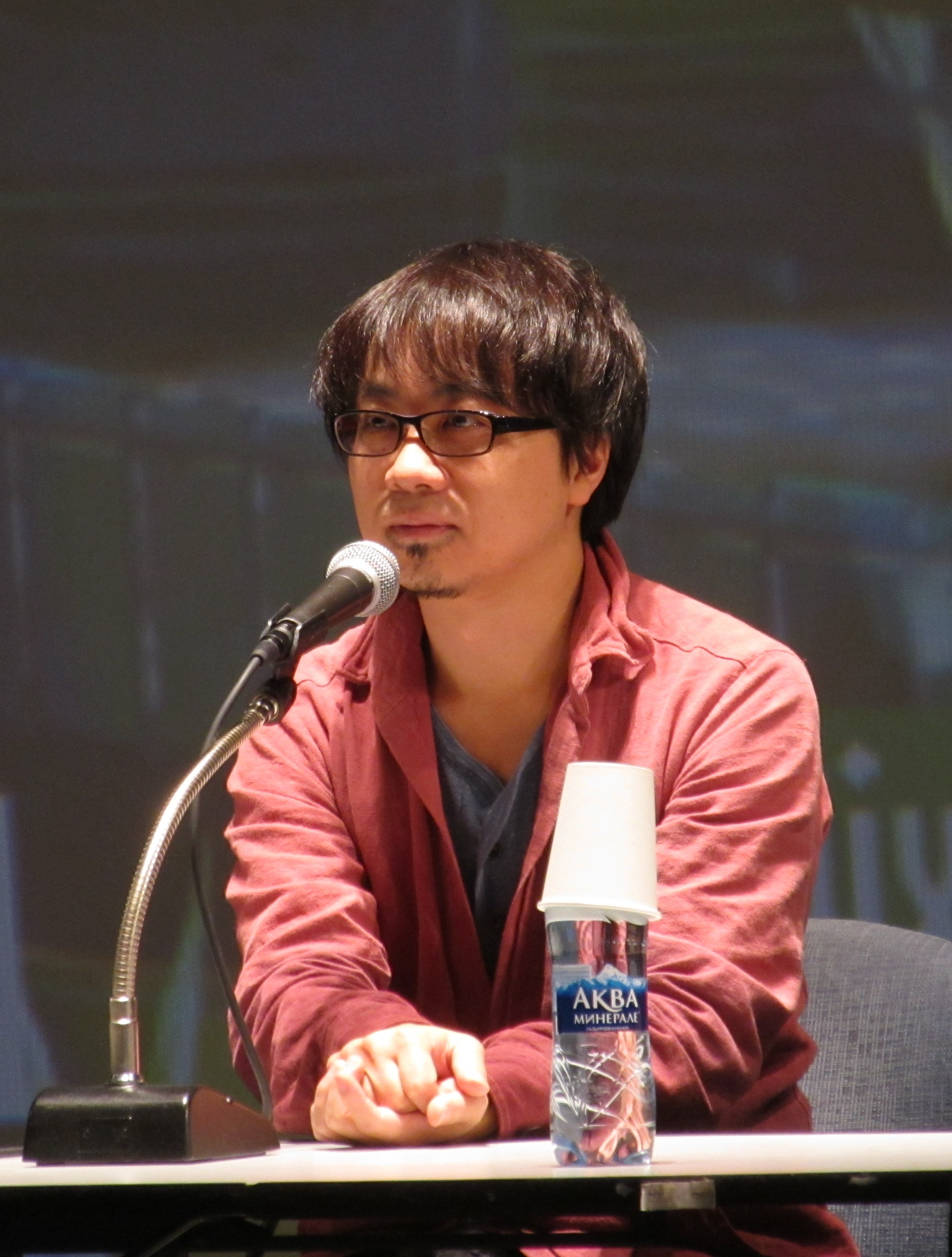
本片的導演新海誠，照片攝於2013年

在完成《星之聲》之前，新海誠是任職於遊戲公司日本Falcom的上班族。他在1999年推出自製短片《她與她的貓》，該作品得到外界肯定，讓他思考今後是否要繼續創作。之後，一家動漫相關公司Mangazoo（之後改名為Comix Wave）注意到《她與她的貓》有贏得一些獎項，便聯繫新海誠一同合作，此事促使他決定製作下一部作品。新海誠原先打算製作短片《星期日的早餐》（日曜日の朝食），但認為內容太過平凡，打算先嘗試野心較大的計畫，也就是他一直以來就有在構思的《星之聲》。
新海誠在2000年初夏開始製作《星之聲》，使用的是工作的閒暇時間，並在夏天完成最初情節。2000年6月左右，新海誠畫了第一張印象插圖，圖中為一名女孩在駕駛艙裡面握著一支手機，一旁寫著宣傳詞「我們或許是被宇宙和地球拆散的戀人中，最初的世代」。他也久違地閱讀了幾部科幻小說，並買下《天文年鑑2000年版》（天文年鑑2000年版），都是當作素材來源。2000年7月10日，新海誠在個人網站上表示，新作《星之聲》因為各種因素而沒有進展，並附上新作開頭的一幀，畫面裡頭美加子在電車上發手機簡訊給戀人。新海誠預告，新作基本上也會以2D圖為主，但3DCG的使用會比《她與她的貓》來得多。完成最初情節的同個夏天，新海誠搬進埼玉市武藏浦和站附近的住宅。
2000年12月，新海誠稱因為工作的關係，《星之聲》進展緩慢。《她與她的貓》的良好迴響還在持續，但新海誠表示，他想盡快產出新作。2001年夏天，新海誠辭去持續五年的工作，專心在家投入《星之聲》的製作。期間新海誠每天都在製作動畫，很少出門，並僅將電腦運算時的空檔拿來睡眠。他在個人網站上多次提到製作的辛苦，2001年8月時曾表示：「我現在正壓抑著一股拋下不管的衝動，銳意製作中。一邊詛咒著當初用盡渾身解數畫出來的分鏡，一邊處理著一個又一個的鏡頭（カット）。」。2001年11月時製作進入佳境，最終本片的製作在2002年1月完成，共費時7個月。本片在分鏡階段有314個鏡頭，最終影像則有340個鏡頭。本片以NTSC影像標準製作，因此解析度較新海誠之後的作品略低。

### 構思
本片是新海誠將無法在遊戲公司完成的構想以自主製作形式呈現的成果，因為還沒有明確想表達之物，新海誠認為《星之聲》比較像遊戲中間會有的「小短片」，而不是一部動畫。在劇情中運用手機的靈感源自新海誠的親身經歷，那時日本正開始流行用手機傳簡訊和電子郵件，新海誠當時有在談戀愛，經常傳簡訊給女友。雖然他的簡訊很快就傳到她那，但有時要很久才收到回覆。新海誠回憶道：「這種時候我就會想，我們明明都住在東京，為什麼還要等這麼久，我覺得她的感受可能和我的相差甚遠。這樣的經歷促使我在電影中加入了手機的使用。」新海誠也稱本片就像是要給當時心裡那個女孩的情書。新海誠一開始的構想是手機通話，但覺得讓主人翁用手機通話的話會隱藏太多的內心，並使作品變得很普通。
新海誠是科幻迷，本片是他在《她與她的貓》的框架中加入從小熟悉的機器人、科幻、宇宙等元素的產物，又因為片長做得很短，所以他覺得必須在科幻部分上多花點時間。時間和空間的擴張也是他喜歡的部分。加入機器人的緣由除了希望提高作品銷量外，也包含想嘗試使用3DCG的念頭。本作的英文標題「The voices of a distant star」借鑒自亞瑟·查理斯·克拉克的1986年科幻小說《遙遠的地球之歌》（The Songs of Distant Earth）。
部分觀眾將本片視為科幻和機器人動畫並予以批評，像是詬病本片和其他同類作品很像，對此新海誠的看法是那些元素比較像是輔助，其實他在本片描寫的東西和《她與她的貓》沒什麼兩樣。新海誠也表示，本片的故事核心是一對男女的遠距離戀愛，但是「因為超空間跳躍、讓手機也要經過數年才能傳到」這樣的設定，就只有科幻作品才能表現出來。

### 動畫

取景地真實照片（左半）與片中畫面（右半）的對照。

因為在日本Falcom工作的經歷，新海誠學了不少動畫製作的技術，也有做為工作用途的硬體設備可以使用，軟體他也具備。新海誠在一台個人電腦G4 Mac 400MHz上製作本片，使用的軟體有LightWave 3D6.5、Adobe Photoshop5.0、Adobe After Effects4.1和Commotion3.1 DV等。本片採全數位製作，內容結合2D動畫和3D動畫，部分使用電腦繪圖（CG）和傳統賽璐璐動畫。人物和背景皆是使用2D動畫，機械使用3DCG（部分添加賽璐璐光影），特效基本上是2D和3D的折衷。唯一類比完成的部分是角色的線畫，除此之外都是在電腦上製作。根據新海誠的說法，雖然本片的畫面混合了以上各種樣式的素材，但這些素材在他眼中並沒有主次之分，都是他以效率為前提而採用的作法。
新海誠先在動畫用紙上完成角色的線稿，然後掃描進電腦用Photoshop上色。新海誠自稱本業是製作遊戲，當時還沒有接觸過真正的賽璐璐畫，也沒有畫角色的經驗，所以他盡量避免動態的呈現。角色圖完成後會和背景圖進行合成，如果是2D角色要和3D動畫同步移動的部分，新海誠會在3D動畫中角色的位置也建模一個假人人偶。部分彩色角色圖由一個姓辻的人協助完成。所有的機械動畫（包含駕駛艙）都是以3DCG完成，新海誠表示因為不需用手畫，所以他弄了很多花俏的動作，不過也積極加入靜止畫面的幀。在某些情況下，新海誠會視渲染結果將一些幀去除。此外，新海誠也會在3DCG上進行靜態剪輯，以數位繪圖作出高光效果，既省力又能降低與2D角色的違和感。
里希提亞號和追跡者都是3DCG，不過背景的星球和宇宙都是2D數位繪製圖。新海誠稱3D除了機械以外還有多種用途，像是平交道的遮斷機也是以3DCG製成。新海誠曾將第一支預告帶去DoGA辦的「CG合宿」，被眾人指點說「機甲這樣不行」，於是買了《GUNDAM》的片子來仔細研究。他將不受好評的機甲設計翻新，但坦承自己實在不擅長，設計出的造型沒有獨創性。根據場景的不同，新海誠會對陰影參數進行微調。對於機械部分，他不使用賽璐璐渲染，而是以漸變（gradient）手法來區分層次，這也是為什麼他只用同個燈光，隨著每個場景做微調，連顏色都不用改。
本片的背景圖一開始就是以Photoshop繪製，新海誠認為這點是《星之聲》與一般商業動畫不同的地方之一，而全數位化的背景理所當然地和角色及3DCG相當契合。新海誠用了很多種繪畫背景的方式，例如將取景拍來的實景照片拿來修改，或是使用3D工具中的遠近網格功能，另外也有從零開始畫的部分，像是背景中的星球。隨著製作的進行，新海誠累積了一些雲和地面的兼用卡，在各個不同背景中輪番使用。背景中出現的移動電車是以3DCG繪製的素材，而高架電線桿則是將3DCG的成果當成草稿來描繪。俯瞰地表的畫面是先使用3DCG完成透視線，再參考航空照片繪製而成。新海誠經常使用Photoshop的圖層（layer）功能，將製作的畫面分成多層繪製再疊加起來，例如片中出現的手機畫面，他將螢幕畫在不同圖層上，利用遮罩（遮色片）功能製作可以捲動的動畫。特效部分，爆炸、煙霧、推進器噴射的光、雨和霧氣等各種效果可以用3D或者數位繪製完成，如果是數位繪製的話，新海誠會在全动态影像模式下即興添加。

### 聲音
本片採用5.1ch環繞音效。新海誠與他當時的女友篠原美香一起為本片配音，分別聲演男主角和女主角。後來發行DVD時，由專業的聲優鈴木千尋和武藤壽美為本片重新配音，新海誠曾在2002年1月的時候至四谷參觀配音現場。新海誠的朋友天門繼《她與她的貓》後再度操刀了本片的配樂。配樂創作和動畫分鏡同時進行，有時新海誠必須改變動畫的時序來配合音樂。天門大約在2001年6月開始著手配樂。本片的片尾曲THROUGH THE YEARS AND FAR AWAY(HELLO, LITTLE STAR)由天門譜曲，K. JUNO作詞，Low（本名）演唱。Low本來還不算是職業歌手，為了演唱歌曲而做了很多訓練，例如去參加歌唱課程。

## 發表
本片以原創動畫錄影帶（OVA）形式發表。自2000年起，新海誠於個人網站上陸續公開本片的製作狀況。《星之聲》的首支預告收錄在《她與她的貓》的家用媒體中，包含機器人的畫面，並在東京奇幻影展放映。第二支預告於2001年2月釋出。第三支預告於2001年5月在第13屆CG動畫競賽上展出。2001年12月23日官網更新，宣布上映消息。2002年1月再釋出一支預告片。
2002年2月2日星期六，本片在東京世田谷區下北澤一家有47個座位、專門上映短片的小電影院下北澤Tollywood舉行單館放映，他的前作《她與她的貓》當初也是在這家電影院上映。《星之聲》在映前即在網路上引發話題，首映當日電影院前就排起了隊伍。第一個週末的電影票全數售罄，週一觀眾有減少，不過從第三週開始，所有平日的電影票也通通賣完。放映時間從2月2日開始，至3月1日結束，為期一個月，觀影人次總共有3500人左右。最後一天追加上映五場至深夜，有將近500人前來觀影。Tollywood的所有人大槻貴宏回憶道，當時因為門票售罄，就有自稱已經看過很多次的觀眾將票讓給還沒看過的人。2002年4月19日到20日，本片在Tollywood舉行特別放映，暑假（8月）時又再度上片。2002年4月21日，本片在北海道文化放送電視首播。Tollywood之後也多次舉辦紀念性的重映活動。
在2002年之內，本片也在許多活動和中小型影展放映，獲得良好迴響。本片作為個人電影，卻擁有高製作水準這點也引發話題，並登上動畫雜誌《Animage》的卷頭特集。新海誠接受《Newtype》、《電擊姬》、《CGWORLD》等多家刊物的訪談，也獲得演講和與知名創作者對談的機會。新海誠在訪談中表示，如此廣大的迴響出乎他的意料，也讓他取得了一定的知名度。

### 家用媒體
| DVD銷量統計 | DVD銷量統計    |
| 截止時間    | 銷量           |
| ----------- | -------------- |
| 2003年1月   | 3萬張～5萬張   |
| 2003年8月   | 6萬張          |
| 2004年5月   | 10萬張（全球） |
| 2005年11月  | 13萬張（全球） |
| 2011年      | 6.5萬張        |

本片的DVD（編號MZDV-0001）由CoMix Wave於2002年4月19日出品，收錄有導演版和聲優版兩種音軌，包裝為雙面印刷，附28頁小冊子。特別收錄包含動畫分鏡版、預告篇以及新海誠的前作《她與她的貓》，總長約55分鐘。德間書店也於2002年10月6日發行DVDBOOK版，除了DVD外另附一本冊子，當中收錄背景美術圖集和分鏡圖。雖然僅有在新海誠的個人網站和發行商的網站上宣傳，DVD發行一周內出貨量即達到1萬張。CG動畫競賽主辦方DoGA的代表表示，《星之聲》在日本國內的總獲利可能達到1億日圓。截止至2003年8月，本片的DVD已售出6萬張以上，後來甚至達到6萬5000張，以小眾作品來說是很罕見的優秀成績。本片也有推出電影原聲帶（編號CWCD-0001）。CoMix Wave於2005年7月7日發行用於PSP的UMD-VIDEO版（編號MZDV－0201），2006年11月17日推出較便宜的「Service Price版」（編號MZDV-300），前者的特別收錄只有《她與她的貓》和電影預告，後者則沒有特別收錄，但有英語和韓語配音版。2011年，《星之聲》也收錄在《秒速5公分》的國際版藍光光碟當中，僅包含聲優版。

### 海外發行
2002年7月，ADV Films宣布已取得《星之聲》在北美地區的發行權。ADV Films的董事史蒂芬·佛斯特（Steven Foster）坐鎮英語配音作業，兩名主角的配音員由亞當·寇倫（Adam Colon）和辛西婭·馬丁內茲（Cynthia Martinez）擔任。ADV Films於2003年6月10日發行北美版DVD。同年6月30日，ADV召回DVD，原因為未成功將導演版的日文配音收錄進去。ADV Films UK於2003年11月17日在英國地區發行DVD。ADV Films UK將本片和新海誠續作《雲之彼端，約定的地方》的DVD集結成新海誠套裝，於2007年9月3日發售。版權之後易主給Anime Limited，2013年宣布將發行《星之聲》和《雲之彼端》的DVD和藍光光碟的組合套裝，於2018年7月30日上市。在澳大拉西亞，本片的DVD由Madman Entertainment在2003年10月15日發行。
在台灣，本片由普威爾國際取得代理版權，於2003年8月25日發行DVD，特別收錄與日版相同；一直到2024年6月7日才首次在电影院上映，由车库娱乐代理。在香港，本片由亞洲影帶發行家用媒體，首先於2006年10月16日發行DVD和VCD，後由得利影视於2016年推出高清版DVD。在其他地區，本片在法國由Kazé代理，在義大利由d/visual代理，在俄羅斯由XLM Media代理。2010年3月5日，為慶祝「全球新海日」，美國串流平台Crunchyroll開放《星之聲》等新海誠作品限時免費觀看，為期48小時。

## 評價

### 影評
2003年，《星之聲》在DVD Verdict選出的百大DVD電影榜單上名列第100名。2022年4月，《Paste》評選前100名不限年份的最佳日本動畫電影，《星之聲》排名第48名。
在動畫表現方面，本片的背景美術獲得讚賞，但人物設計和動態場面（尤其是戰鬥場面）受到部份批評。動畫新聞網的喬納森·梅斯（Jonathan Mays）在DVD評論當中指出，出色的背景彌補了人物設計的不足，且對光線的高超運用除了逼真以外，還能有效傳達了各個場景中角色的心境。DVD Verdict的羅伯·萊恩伯格（Rob Lineberger）認為，新海誠簡單的作畫帶來獨特視覺感受，光線處理也恰到好處，唯一可挑剔之處在於反鋸齒處理不佳。Mania.com的編者克里斯·貝弗里奇（Chris Beveridge）認為本片的畫面和色彩極美，只有少部分地方出現圖形混疊。Comics Worth Reading的約翰納·德雷珀·卡爾森（Johanna Draper Carlson）批評本片的人物設計沒有新意且乏善可陳，而且交錯剪輯參差。THEM Anime Review的卡洛斯·羅斯（Carlos Ross）也認為人物設計相對簡單和鏡頭少有移動是本片的受限之處。
評論家認為本片的情節呈現具有魅力且感人。梅斯指出，戀人被命運拆散的故事聽起來很典型，但新海誠有能力讓觀眾迅速進入劇情，並且始終興味盎然：「凡是經歷過異地戀，或者是品嘗過孤獨的人，想必都能體會到新海誠探索的各種情感。」梅斯也指出本作沒有不重要的對白，顯示新海誠對細節的重視。羅斯稱讚片中角色惹人喜愛且合乎情理，「苦中帶甜的簡單戀情」足以讓人流淚。卡爾森則認為，比起視覺呈現，本片營造的心境才是真正吸引人之處。本片的音樂也獲得好評，梅斯認為天門的鋼琴配樂十分合宜，萊恩伯格認為鋼琴配樂「成功將觀眾帶領到另一個世界」。
整體而言，梅斯認為本片「結合精美的動畫、催人淚下的故事和美麗真摯的對白」，是該年度「數一數二的作品」。羅斯稱本片可說是有史以來最好的單集日本動畫作品，新海誠只用了一般電視動畫一集的片長（25分鐘），就能「帶領觀眾穿越一個精心設計、引人入勝的宇宙」。對於新海誠一人完成本片此事，萊恩伯格認為，因為是一人作業，新海誠可以將各個元素凝聚和協調得很好，雖然精緻程度不比大工作室，但「新海誠懂得避開短處，成品的完成度感覺起來相當足」，且視覺風格、敘事結構和聲音元素感覺起來別有新意。評論家對本片的內容量感到遺憾。IGN的A·E·史派羅（A.E. Sparrow）在評論中稱：「雖然《星之聲》是我近期看過視覺上最出彩的作品之一，但它終究只是一串配上漂亮畫面的音軌。（……）這部片無疑是美麗的，但它這樣子讓我想要更多。」卡爾森覺得電影的內容太少，造成科幻元素令人困惑。羅斯表示他唯一的遺憾在於想看到相當於一部長片的劇情，能多加著墨外星人的部分。

### 業界
東京國際動畫展實行委員會委員長，時任東京都知事石原慎太郎曾讚美道：「這個不為人知的才能是因為要傳達給世界而存在的！」日本動畫研究者冰川龍介分析了本作成功的要素，表示因為當時電子郵件剛普及，「『人與人之間的距離』這個具有普遍性的傳統命題，在數位化的漩渦中不斷發酵」，讓本片引發了觀眾的共鳴。動畫導演吉浦康裕稱自己在看完《星之聲》後查覺到作品中商業元素和娛樂性的重要，並給予本片好評。藝術家村上隆也是本片的愛好者。動畫製作人川村元氣日後回憶稱當時看到《星之聲》的感受是「震撼」。
也有媒體稱本片「以壓倒性的品質震撼了業界」、可說是引發了獨立日本動畫的熱潮。2005年，刊物編輯竹熊健太郎指出，自從《星之聲》和真島理一郎一人製作的《滑雪跳转》人氣火熱之後，業界對個人製作的動畫作品似乎越來越感興趣。女性動畫導演山本蒼美在求學時受到本片啟發，之後也以自製動畫出道。2021年定格動畫《垃圾頭》由堀貴秀花費7年獨力製作，他在受訪時表示，會走上自製電影之路的契機就是受到新海誠的啟發。

### 獲獎紀錄
| 日期                  | 獎項/活動/頒獎單位          | 類別               | 獲獎或入圍者 | 結果       | 来源                    |
| --------------------- | --------------------------- | ------------------ | ------------ | ---------- | ----------------------- |
| 2002年2月             | 第1屆新世紀東京國際動畫展21 | 公開徵件部門       | 《星之聲》   | 優秀作品獎 | [ 127 ]                 |
| 2002年11月10日        | 第7屆神戶動畫獎             | 最佳商業包裝作品   | 《星之聲》   | 獲獎       | [ 128 ]                 |
| 2002年12月2日（開幕） | 2002年日本御宅族大獎        | 「勇往直前！」獎   | 《星之聲》   | 獲獎       | [ 130 ]                 |
| 2003年                | 第34屆星雲獎                | 傳播媒體部門       | 《星之聲》   | 獲獎       | [ 131 ] [ 132 ] [ 133 ] |
| 2003年                | 第34屆星雲獎                | 藝術部門           | 《星之聲》   | 獲獎       | [ 131 ] [ 132 ] [ 133 ] |
| 2003年                | 第34屆星雲獎                | 自由部門           | 《星之聲》   | 提名       | [ 131 ] [ 132 ] [ 133 ] |
| 2003年2月5日（開幕）  | 第8屆AMD大獎                | 最佳導演獎         | 新海誠       | 獲獎       | [ 134 ]                 |
| 2003年2月27日（頒獎） | 第6屆日本新媒體動漫藝術節   | 不適用             | 《星之聲》   | 特別獎     | [ 135 ]                 |
| 2003年3月17日（頒獎） | 2002年數位作品大獎          | 娛樂部門影像設計獎 | 《星之聲》   | 獲獎       | [ 137 ]                 |

2006年，本作入選日本新媒體動漫藝術節「日本媒體藝術100選」的動畫部門，排名第26。

## 相關媒體

### 小說
小說版分為科幻作家大場惑執筆的版本和小說家加納新太執筆的版本，描述的仍是兩位主人翁的故事，但包含許多原片沒有的內容和劇情。

#### 大場惑版
大場惑版因為補充了作品的設定以及動畫結局的後續，也被視為更完整的《星之聲》。在此版本的末尾，美加子消滅敵方保護了母艦，並且平安生還，2056年時昇隨著救援隊趕到，19歲的美加子和24歲的昇終於重逢。
《星之聲》
作者：大場惑；原作：新海誠
- MF文庫J版

為該文庫的首波作品之一。封面插畫：新海誠；內頁插畫：柳沼行
| 卷數 | MF文庫J（Media Factory） | MF文庫J（Media Factory） | 尖端出版  | 尖端出版           |
| 卷數 | 發售日期                 | ISBN                     | 發售日期  | ISBN               |
| ---- | ------------------------ | ------------------------ | --------- | ------------------ |
| 全   | 2002年7月25日            | ISBN 978-4-84-010600-9   | 2006年4月 | ISBN 957-10-3213-1 |

- MF文庫達文西（日语：MF文庫ダ・ヴィンチ）版

對MF文庫J版進行加筆修正。插畫：竹岡美穗
| 卷數 | MF文庫達文西（Media Factory） | MF文庫達文西（Media Factory） | 上海譯文出版社 | 上海譯文出版社     |
| 卷數 | 發售日期                      | ISBN                          | 發售日期       | ISBN               |
| ---- | ----------------------------- | ----------------------------- | -------------- | ------------------ |
| 全   | 2009年12月25日                | ISBN 978-4-84-010600-9        | 2016年10月     | ISBN 9787532772971 |

- 角川文庫版

新裝版。
| 卷數 | 角川文庫（KADOKAWA） | 角川文庫（KADOKAWA）   | 台灣角川       | 台灣角川               |
| 卷數 | 發售日期             | ISBN                   | 發售日期       | ISBN                   |
| ---- | -------------------- | ---------------------- | -------------- | ---------------------- |
| 全   | 2016年11月17日       | ISBN 978-4-04-102628-1 | 2017年11月29日 | ISBN 978-957-853-106-2 |

- 角川翼文庫（日语：角川つばさ文庫）版

兒童版。插畫：
| 卷數 | 角川翼文庫（KADOKAWA） | 角川翼文庫（KADOKAWA） |
| 卷數 | 發售日期               | ISBN                   |
| ---- | ---------------------- | ---------------------- |
| 全   | 2017年5月15日          | ISBN 978-4-04-631708-7 |

#### 加納新太版
此版本的結尾接近原片，偏向開放式結局。
《星之聲：愛的絮語·穿越星際》
作者：加納新太；原作：新海誠
| 卷數 | Enterbrain    | Enterbrain             | 北京聯合出版公司 | 北京聯合出版公司   |
| 卷數 | 發售日期      | ISBN                   | 發售日期         | ISBN               |
| ---- | ------------- | ---------------------- | ---------------- | ------------------ |
| 全   | 2006年9月29日 | ISBN 978-4-75-772973-5 | 2015年10月       | ISBN 9787550255944 |

### 漫畫
漫畫版由佐原瑞作畫，刊載於講談社出版的漫畫雜誌《月刊Afternoon》，2004年4月號（2004年2月發售）開始連載，7月號後中斷，9月號恢復連載，2005年2月號完結。漫畫版增加了不少劇情線、角色和對話，結局收尾在美加子在戰鬥中平安生還、看到救援隊名單上有昇的時候。
| 卷數 | 講談社        | 講談社                 | 尖端出版  | 尖端出版          | 四川美术出版社 | 四川美术出版社         |
| 卷數 | 發售日期      | ISBN                   | 發售日期  | ISBN              | 發售日期       | ISBN                   |
| ---- | ------------- | ---------------------- | --------- | ----------------- | -------------- | ---------------------- |
| 全   | 2005年2月22日 | ISBN 978-4-06-334984-9 | 2007年1月 | EAN 4717702208820 | 2021年6月      | ISBN 978-7-5410-9750-8 |

#### 評價
評論家對漫畫版看法不一，作畫水準大多得到好評。IGN的A·E·史派羅稱讚道：「佐原瑞的漫畫讓動畫中讓人摸不著頭腦的橋段變得清楚。」動畫新聞網的塞隆·馬汀（Theron Martin）認為漫畫版有著「承載著動人情感的強烈故事，充實了原版的動畫」，但「對結局的補充沒有必要」，且「角色設計不是新海誠的長處，佐原瑞也只有做到稍微加強而已」。Comic Worth Reading的約翰納·德雷珀·卡爾森評論道：「漫畫版的作畫密度比許多日本漫畫都來得高，別具風格的背景支撐著筆下的世界。角色的臉孔時常隱沒在陰影中，暗示著分離和失去。」Pop Culture Shock的梅琳達·比西（Melinda Beasi）則寫道：「漫畫版的美可說是絕對的。畫功相當精緻且富表現力，而版面配置，像是對話和旁白文字的位置和風格，讓故事在視覺上更具吸引力，也很容易跟得上內容。」Mania.com的薩庫拉·伊瑞斯（Sakura Eries）批評漫畫「背景的細節不足，機甲設計乏味，動畫中令人嘆為觀止的場面在漫畫版中也被改得很沒衝擊力」。

### 廣播劇
《星之聲》的廣播劇CD於2002年6月25日由先鋒LDC在日本發行，內容分為7個小節，除了本片的聲優版配音員鈴木千尋和武藤壽美外，關智一、尤加奈、山本麻里安和野島健兒等聲優也參與。CD額外收錄有關智一和尤加奈主持的廣播節目，包含在內總長為54分鐘。
| 曲目列表 | 曲目列表                     |
| 曲序     | 曲目                         |
| -------- | ---------------------------- |
| 1.       | リシテアにて                 |
| 2.       | Side story1 カオリの部屋にて |
| 3.       | ファーストアタック           |
| 4.       | Side story2 ノゾミの部屋にて |
| 5.       | アガルタ                     |
| 6.       | Side story3 地球にて         |
| 7.       | あなたの帰る場所             |

### 書籍
《聆聽星之聲》
收錄業界人士對本片的評析。編著：大塚英志
| 卷數 | 德間書店      | 德間書店            |
| 卷數 | 發售日期      | ISBN                |
| ---- | ------------- | ------------------- |
| 全   | 2002年9月25日 | ISBN 978-4198615550 |

### 舞台劇
2015年4月3日，《星之聲》將改編成舞台劇的消息公開。舞台劇由貓薄荷劇團（劇団キャットミント）演出，於2015年4月23日至27日在舉行了10場公演。該劇為劇團的第7次公演，由劇團中的擔綱劇本和演出，劇情填補了動畫中空白的部分。舞台劇以「朗讀×劇」的形式演出，既不是朗讀劇也不是演劇。幫原片譜曲的天門回歸操刀配樂。
演員（會隨場次有所替換）
- 小松未可子、根岸愛、新垣里沙（特別出演） - 長峰美加子
- 井上正大、河原田巧也（日语：河原田巧也）、梅原裕一郎 - 寺尾昇
- 反橋宗一郎（日语：反橋宗一郎）
- 北山詩織
- 熊谷知花（日语：熊谷知花）
- 北乃颯希（日语：北乃颯希）
- 蘆原優愛
- 梶原龍星
- 桂三四郎（日语：桂三四郎）（主戲開始前表演落語）

## 備註
1. 1 2  又譯「塔尔西安」[11]。
2. 1 2  又譯「莱西萨」[11]。
3. ↑  原文：
4. 1 2  又譯「阿加爾塔」[12]、「雅戈泰」[13]。
5. ↑  原文：
6. 1 2  又譯「德雷薩」[16]、「托雷萨」[17]。
7. ↑  翻譯參考車庫娛樂[27]。原文：
8. ↑  原文：
9. ↑  原文：
10. ↑  原文：
11. ↑  「AMD」是頒獎單位數位媒體協會的英文名稱「Association of Media in Digital」的縮寫；該獎項意在表揚「年度最佳的數位作品」。
12. ↑  譯者為K.K.
13. ↑  譯者為黃涓芳
14. ↑  譯者為冷婷
15. ↑  譯者為丹羽長

### 引用作品
書籍
- (DVD手冊). 普威爾國際 （中文（臺灣））.
- 大場惑. . 由K.K.翻译. 台北市: 尖端出版. 2006-04 [2002]. ISBN 957-10-3213-1 （中文（臺灣））.
- 佐原瑞. . 由丹羽長翻译. 台北市: 尖端出版. 2007-01 [2005]. EAN 4717702208820 （中文（臺灣））.
- 加納新太. . 由冷婷翻译. 北京聯合出版公司. 2015-10 [2006]. ISBN 9787550255944 （中文（中国大陆））.
- 新海誠. . 由黃涓芳翻译. 台北市: 台灣角川. 2016. ISBN 978-986-473-454-2 （中文（臺灣））.
- 新海誠; .  . KADOKAWA. 2016-08-26. ISBN 978-4-04-895696-3 （日语）.
- 大場惑. . 由黃涓芳翻译. 台北市: 台灣角川. 2017-11-29 [2016]. ISBN 978-957-853-106-2 （中文（臺灣））.
- 新海誠; CoMix Wave Films. . 由冯锦源翻译. 百花洲文艺出版社. 2018-01 [2016]. ISBN 978-7-5500-2491-5 （中文（简体））.
- 新海誠; CoMix Wave Films. . 由SCALY翻译. 台北市: 尖端出版. 2018-08-16 [2008]. ISBN 9789571079714 （中文（臺灣））.
- 真狩祐志.  . NextPublishing. 2020. ISBN 978-4844378976 （日语）.

## 外部連結
- 新海誠官方網站（页面存档备份，存于）（日語）
  - 舊官方網站（页面存档备份，存于）（日語）
- CoMix Wave官方網站（页面存档备份，存于）（日語）
- 豆瓣电影上《星之聲》的資料 （简体中文）
- 互联网电影数据库（IMDb）上《星之聲》的资料（英文）
- 星之聲（OVA）在動畫新聞網百科全書中的資料（英文）
- 星之聲（漫畫）在動畫新聞網百科全書中的資料（英文）